# Mecyna gracilis
Mecyna gracilis is een vlinder uit de familie van de grasmotten (Crambidae). De wetenschappelijke naam van de soort is voor het eerst gepubliceerd in 1879 door Arthur Gardiner Butler.

## Verspreiding
De soort komt voor in het Russische Verre Oosten (Kraj Primorje), China (Guangdong) en Japan (Yokohama).

## Ondersoorten
- Mecyna gracilis gracilis (Butler, 1879)
- Mecyna gracilis meridionalis (Caradja, 1934)
  - = Pyrausta gracilis